# Molí de la Vall
El Molí de la Vall és un edifici de planta rectangular prop del petit nucli de la Vall al terme municipal de Verges (Baix Empordà) catalogat a l'Inventari del Patrimoni Arquitectònic de Catalunya. L'edifici data del segle xviii, d'acord amb les inscripcions de la façana d'accés, en què apareix la data de construcció (1768) i el nom de Francesch Ros. També apareix la data del 1793, que segurament correspon a un moment de reforma. El Molí de la Vall originalment tenia planta i un pis, mentre que ara el terra del primer pis ha desaparegut. La coberta és de teula a dues vessants. Es tracta d'una construcció d'estructura senzilla que respon a la seva funció de molí i que té, per tant, un interès tipològic. A l'interior conserva elements del seu ús original: dues rodes i part de l'estructura de funcionament. La façana principal presenta com a elements d'interès la porta d'accés, allindanada, i una finestra del primer pis. A la llinda de la porta figura la inscripció següent: "Ave Maria. 1768. Dia 22 8bre. Francesch Ros y Torrent me fecit", i a la llinda de la finestra apareix la data del 1793. Annexes al molí es conserven restes d'una construcció menor.